# Searching for Sugar Man
Searching for Sugar Man es un documental sueco-británico de 2012 escrito y dirigido por Malik Bendjelloul que cuenta la historia de un misterioso cantante conocido como Rodríguez y los esfuerzos de dos fanes sudafricanos (Stephen 'Sugar' Segerman y Craig Bartholomew-Strydom) por descubrir su paradero. En 2012 obtuvo una veintena de premios cinematográficos, entre ellos destaca el Premio Óscar en la categoría de mejor documental largo, el BAFTA y el mejor guion del Gremio de Escritores de América (WGA).
Dos años después del estreno de la cinta, el director sueco Malik Bendjelloul se suicidó debido a una depresión el 13 de mayo de 2014, siendo este el único documental que dirigió.

## Trama
Sixto Rodríguez (llamado Sixto por tratarse del sexto hijo en la familia) era un cantante estadounidense que vivía en Detroit (Míchigan) y trabajaba cantando en bares. Era un hombre del cual no se sabía casi nada. A fines de los años 1960 fue contactado por dos productores musicales que lo convencieron de grabar un disco, Cold Fact (1970), el cual no tuvo mucho éxito comercial. A pesar de esto, Rodríguez fue posteriormente contactado por otro productor, con quien grabó un segundo disco, Coming from Reality (1971), el que tampoco tuvo buenas ventas en Estados Unidos.
La carrera de Rodríguez no fue un completo fracaso. Su trabajo fue mejor recibido en Sudáfrica, donde las letras de sus canciones y el misterio que rodeaba al cantante lo transformaron en una figura muy popular entre los jóvenes del país. Su álbum Cold Fact fue adoptado como un símbolo de la lucha contra el apartheid. Debido a sus letras, varias de sus canciones fueron prohibidas por la South African Broadcasting Corporation. Músicos como Koos Kombuis, Willem Möller y Johannes Kerkorrel fueron inspirados por el mensaje de Rodríguez. Tiempo después surgió el rumor de que el cantante se había suicidado en medio de un concierto.
A mediados de los años 1990, dos hombres llamados Stephen Segerman y Craig Strydom comenzaron a investigar acerca de la identidad de Rodríguez y la razón por la cual el cantante nunca supo acerca de su éxito en Sudáfrica. Para esto, examinaron las relaciones que existían entre las compañías discográficas e intentaron contactar a los productores que trabajaron con él. Strydom logró hablar con Mike Theodore, uno de los productores de Cold Fact, y al preguntarle cómo se había suicidado el cantante, Theodore le dijo que Rodríguez no estaba muerto. Strydom escribió un artículo sobre su búsqueda y Segerman fue posteriormente contactado por Eva, la hija del cantante.
Tras estas escenas, el propio Rodríguez conversa con los documentalistas acerca de su vida. El cantante revela que nunca supo acerca de su éxito en Sudáfrica, y que tras grabar sus dos discos no pudo seguir dedicándose a la música y trabajó en la construcción en la ciudad de Detroit. También se narra el viaje que hizo Rodríguez a Sudáfrica en marzo de 1998, donde tocó seis conciertos. Tras esto, el cantante siguió viviendo de forma modesta en Detroit y donando todo el dinero recaudado en los conciertos a sus familiares y amigos, regresando de forma esporádica al país africano para tocar algunos conciertos.

## Recepción
Searching for Sugar Man obtuvo una respuesta positiva por parte de la crítica cinematográfica. El documental posee un 96 % de comentarios positivos en el sitio web Rotten Tomatoes, basado en un total de 115 reseñas, y una puntuación de 79/100 en Metacritic. Manohla Dargis del periódico The New York Times escribió sobre el filme: "Usando una mezcla bien equilibrada de entrevistas, imágenes de archivo y algunas secuencias animadas de ensueño, el sr. Bendjelloul construye una narrativa que se mueve simultáneamente en dos direcciones aparentemente opuestas pero complementarias. Entrevista tras entrevista, localización tras localización, trata de entrar en el misterio de un solo hombre incluso mientras se dirige a un mundo que en un principio rechazó Rodríguez y luego lo acogió". Claudia Puig de USA Today sostuvo que "la forma en que se desarrolla esta fascinante historia, dirigida por el cineasta sueco Malik Bendjelloul, la hace completamente cautivadora, y a menudo estimulante".

## Premios y nominaciones
| Año  | Premio                                   | Categoría                                  | Receptor(es)                    | Resultado |
| ---- | ---------------------------------------- | ------------------------------------------ | ------------------------------- | --------- |
| 2013 | Premios Óscar                            | Mejor documental largo                     |                                 | Ganador   |
| 2013 | Premios BAFTA                            | Mejor documental                           |                                 | Ganador   |
| 2013 | Critics' Choice Movie Awards             | Mejor documental                           |                                 | Ganador   |
| 2013 | Premios WGA                              | Mejor guion de documental                  | Malik Bendjelloul               | Ganador   |
| 2013 | Premios del Sindicato de Directores      | Mejor dirección en un documental           | Malik Bendjelloul               | Ganador   |
| 2013 | Producers Guild of America Awards        | Mejor producción en un documental          | Malik Bendjelloul y Simon Chinn | Ganadores |
| 2013 | Premios días de cine                     | Mejor película en lengua extranjera        |                                 | Ganador   |
| 2012 | Premios del Cine Independiente Británico | Mejor película independiente internacional |                                 | Nominado  |
| 2012 | Consejo Nacional de Crítica de Cine      | Mejor documental                           |                                 | Ganador   |